# Jemez Pueblo, New Mexico
Jemez Pueblo, New Mexico (енгл. Jemez Pueblo) насељено је место без административног статуса у америчкој савезној држави Њу Мексико.

## Демографија
По попису из 2010. године број становника је 1.788, што је 165 (-8,4%) становника мање него 2000. године.
| Група             | 2000.     | 2010.     |
| Белци             | 4 (0,2%)  | 2 (0,1%)  |
| Афроамериканци    | 0 (0,0%)  | 1 (0,1%)  |
| Азијати           | 0 (0,0%)  | 0 (0,0%)  |
| Хиспаноамериканци | 38 (1,9%) | 23 (1,3%) |
| Укупно            | 1.953     | 1.788     |